# Saguinus

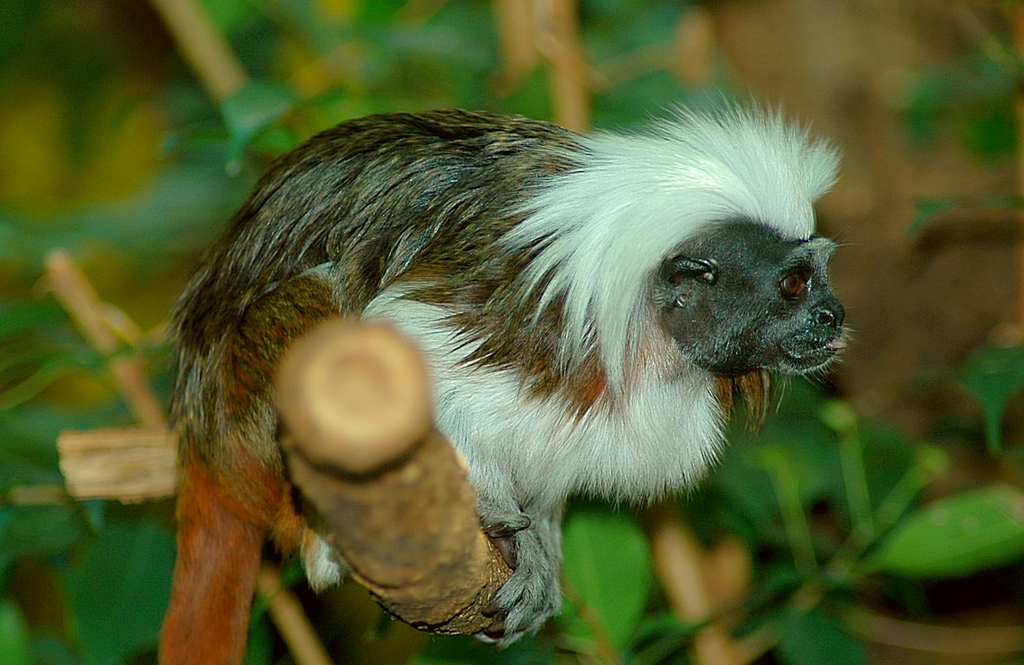
Lisztaffe (Saguinus oedipus)

Saguinus ist eine Primatengattung aus der Familie der Krallenaffen. Die Gattung umfasst zwölf Arten, die im südlichen Mittel- und in Südamerika leben. Zusammen mit der Gattung Leontocebus bildet die Gattung Saguinus die Gruppe der Tamarine, die aus insgesamt 24 Arten besteht.
Der wissenschaftliche Gattungsname ist aus dem französischen Wort sagouin (Totenkopfaffe) und der lateinischen Endung -inus (ähnlich) gebildet.

## Merkmale
Saguinus-Arten sind wie alle Krallenaffen relativ kleine Primaten. Sie erreichen eine Kopfrumpflänge von 18 bis 31 Zentimetern und eine Schwanzlänge von 25 bis 44 Zentimetern. Die einzelnen Arten unterscheiden sich beträchtlich in ihrem Aussehen. Neben einigen dunklen Arten gibt es auch schwarz, braun oder weiß gemusterte. Für einige Arten typisch sind die schnurrbartähnlichen Haare im Gesicht, ein Haarschopf oder eine kontrastierende Färbung des hinteren Rumpfes. Die Gliedmaßen sind eher kurz, wie bei allen Krallenaffen befinden sich an den Fingern und Zehen (mit Ausnahme der Großzehe) Krallen statt Nägel.
Saguinus-Arten sind meist größer als die Tamarine der Gattung Leontocebus; die Tiere erreichen Gewichte von 400 bis 530 g, während Leontocebus-Arten zwischen 290 und 480 g schwer sind. Von den Marmosetten, der zweiten großen Gattungsgruppe der Krallenaffen, unterscheiden sie sich vor allem darin, dass die unteren Eckzähne deutlich länger sind als die Schneidezähne und das Gebiss dadurch weniger für das Annagen der Baumrinde geeignet ist.

## Verbreitung und Lebensraum
Die meisten Saguinus-Arten leben im Amazonasbecken in Südamerika, vom östlichen Ecuador und dem nördlichen Bolivien bis in das nordöstliche Brasilien. Eine isolierte Gruppe, die oedipus-Artengruppe, bewohnt hingegen Panama und das nordwestliche Kolumbien. Ihr Lebensraum sind tropische Regenwälder und offene Waldgebiete. Sie bevorzugen dabei dicht mit Unterholz bestandene Gebiete wie Sekundärwälder oder Waldrandgebiete.

## Lebensweise

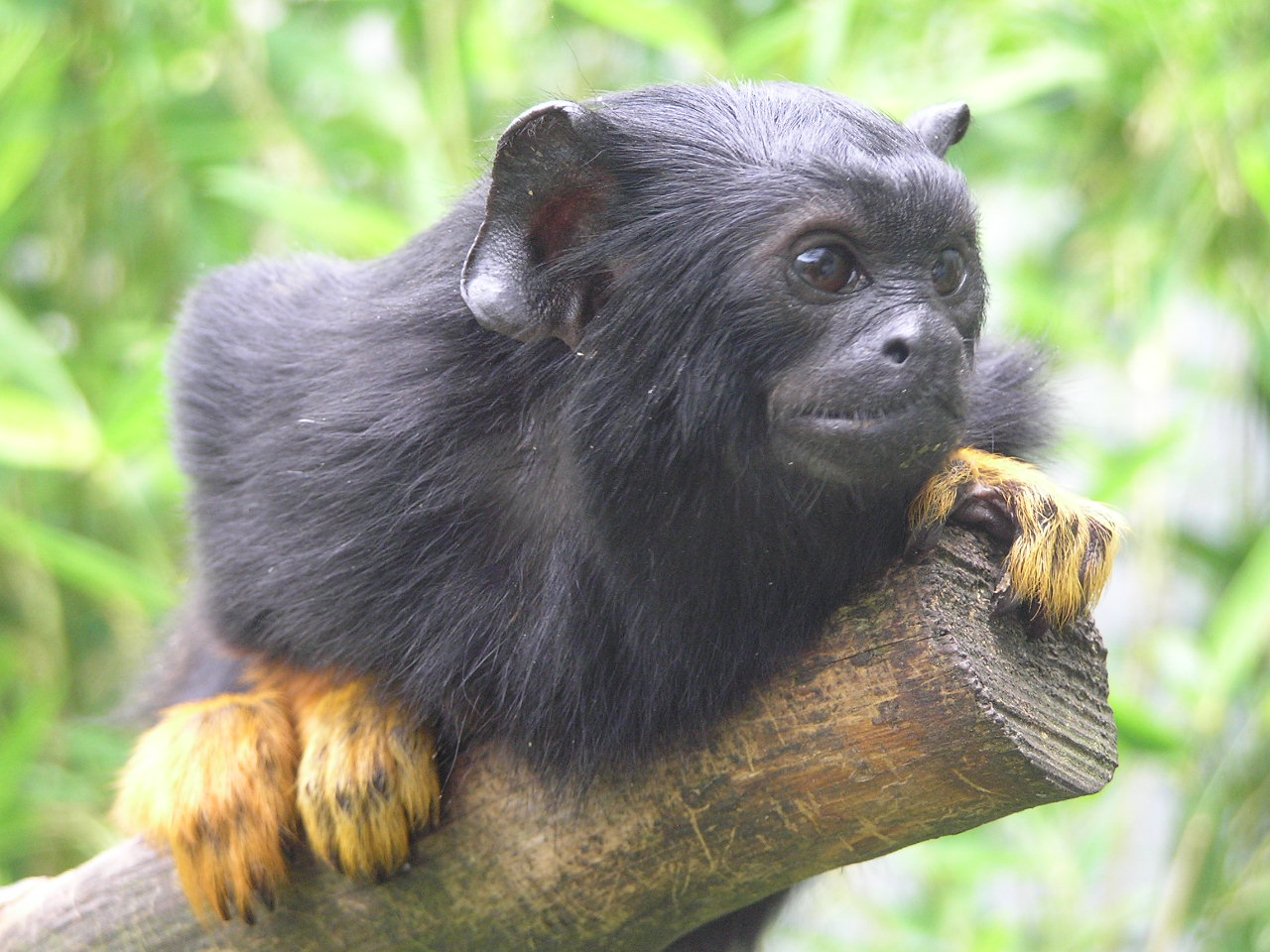
Rothandtamarin (Saguinus midas)

Saguinus-Arten sind tagaktive Baumbewohner. Sie leben in Gruppen von etwa zwei bis acht Tieren. Gruppen setzen sich aus einem oder mehreren Männchen, einem oder mehreren Weibchen und den dazugehörigen Jungtieren zusammen, die Gruppenzusammensetzung kann jedoch wechseln. Jede Gruppe bewohnt ein festes Revier, die Reviere können sich jedoch mit denen benachbarter Gruppen überlappen.
Manchmal vergesellschaften sich verschiedene Tamarin-Arten bei der Nahrungssuche. Die Gründe dafür liegen vermutlich in einer verbesserten Entdeckung von Fressfeinden. Da die Saguinus-Arten der mystax-Gruppe und die im gleichen Verbreitungsgebiet sympatrisch vorkommenden Leontocebus-Arten unterschiedliche ökologische Nischen besetzen, können sie in assoziierten, sich nah beieinander bewegenden Gruppen auftreten, ohne unmittelbar miteinander um die Nahrung zu konkurrieren.
Saguinus-Arten unterscheiden sich von den Leontocebus-Arten auch in Bezug auf ihren Lebensraum, ihrer Fortbewegung und der Nahrungssuche. Sie leben eher in höheren Baumregionen und bewegen sich auf allen vieren auf eher waagerecht orientierten Ästen laufend und rennend, während die Leontocebus-Arten in der Schicht der niedrigen Bäume und in Sträuchern leben und sich oft springend zwischen mehr oder weniger vertikal stehenden Ästen bewegen.

## Nahrung
Saguinus-Arten sind Allesfresser, die sich vorwiegend von Früchten und Insekten ernähren. In geringerem Ausmaß nehmen sie auch andere Pflanzenteile wie Blüten und Nektar sowie kleine Wirbeltiere und Vogeleier zu sich. Mancherorts suchen sie Löcher in der Baumrinde auf, die von Marmosetten genagt wurden, um an Baumsäfte zu gelangen – sie selbst können keine Löcher nagen.
Die tierische Nahrung der Saguinus-Arten besteht eher aus relativ auffälligen Gliedertieren, die sie im Blattwerk fangen. Die Leontocebus-Arten suchen dagegen vor allem tierische Beute, die versteckt in Astlöchern, Spalten in Baumrinden oder in den Trichtern von Bromelien lebt. Dazu sind ihre Hände länger und schmaler als die der Saguinus-Arten.

## Fortpflanzung

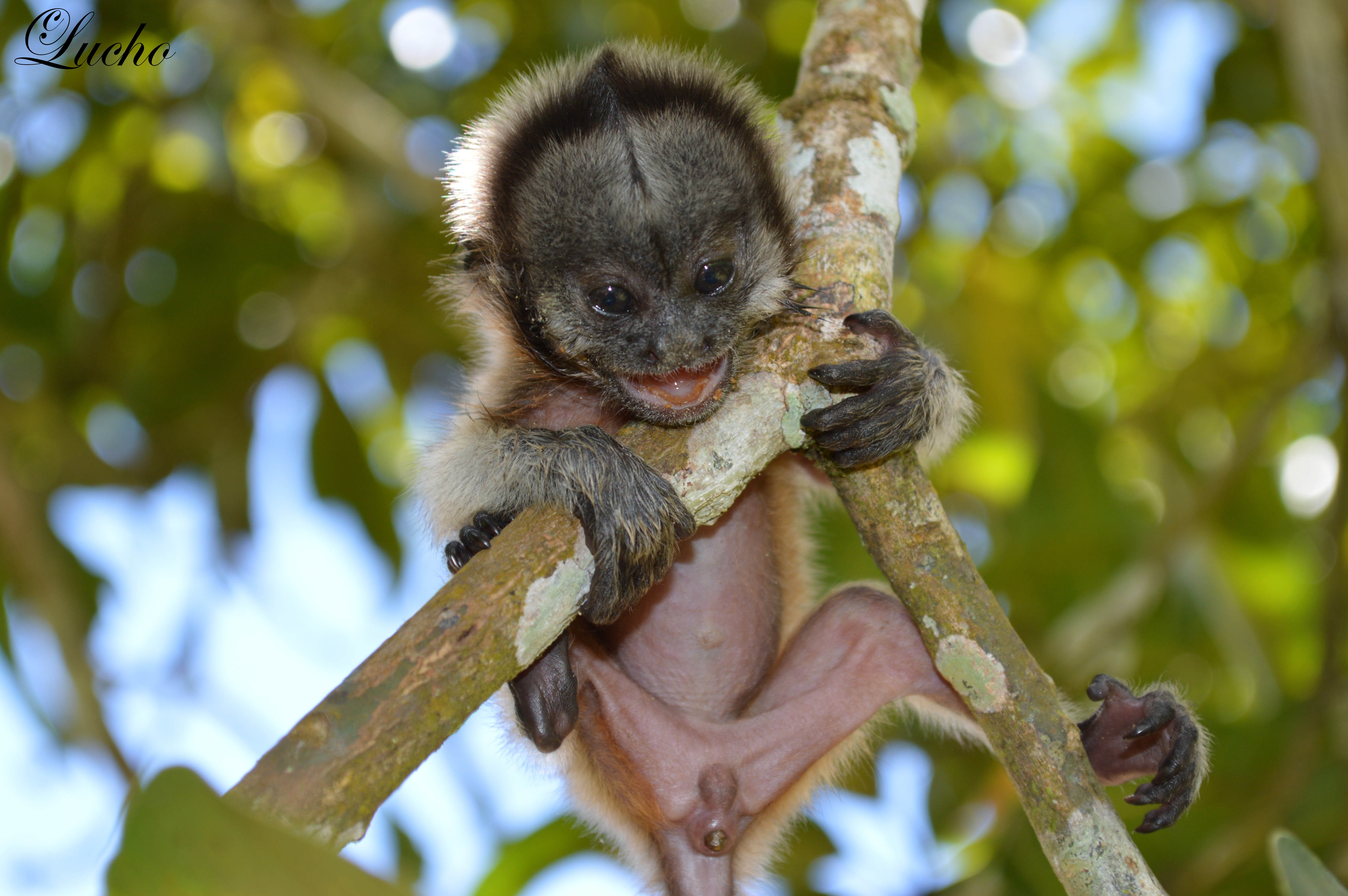
Sehr junger Weißfußtamarin

Wenn es mehrere ausgewachsene Weibchen in einer Gruppe gibt, pflanzt sich üblicherweise nur das dominante fort, der Eisprung der anderen Weibchen wird unterdrückt. Sind mehrere Männchen in der Gruppe, paart sich das Weibchen mit allen (Polyandrie). Nach rund 140- bis 150-tägiger Tragzeit kommen in der Regel zweieiige Zwillinge zur Welt. Diese sind sehr groß und erreichen bei der Geburt rund 25 % des Gewichts der Mutter. Die Männchen und die übrigen Gruppenmitglieder kümmern sich um die Jungen, sie tragen sie und beschäftigen sich mit ihnen und übergeben sie der Mutter nur zum Säugen.
Nach rund einem Monat beginnen die Jungen mit der Nahrungsaufnahme, sie werden mit zwei bis drei Monaten endgültig entwöhnt und im zweiten Lebensjahr geschlechtsreif. In menschlicher Obhut können Saguinus-Arten bis zu 25 Jahre alt werden.

## Gefährdung
Wie viele Waldbewohner Mittel- und Südamerikas leiden auch die Saguinus-Arten unter dem Verlust des Lebensraums. Drei Arten, der Lisztaffe, der Weißfußtamarin und der Zweifarbentamarin werden von der IUCN als „vom Aussterben bedroht“ oder „stark gefährdet“ eingestuft.

## Systematik
Insgesamt werden heute 14 Saguinus-Arten anerkannt, die in vier, in verschiedenen Regionen vorkommende Gruppen zusammengefasst werden. Die gemeinsamen Stammform der Tamarine trennte sich vor etwa 14 Millionen Jahren von den Büscheläffchen (Callithrix) und spaltete sich vor etwa 11 bis 8 Millionen Jahren in zwei Kladen. Die erste bildet die Gattung Leontocebus, die andere die vier Saguinus-Gruppen.

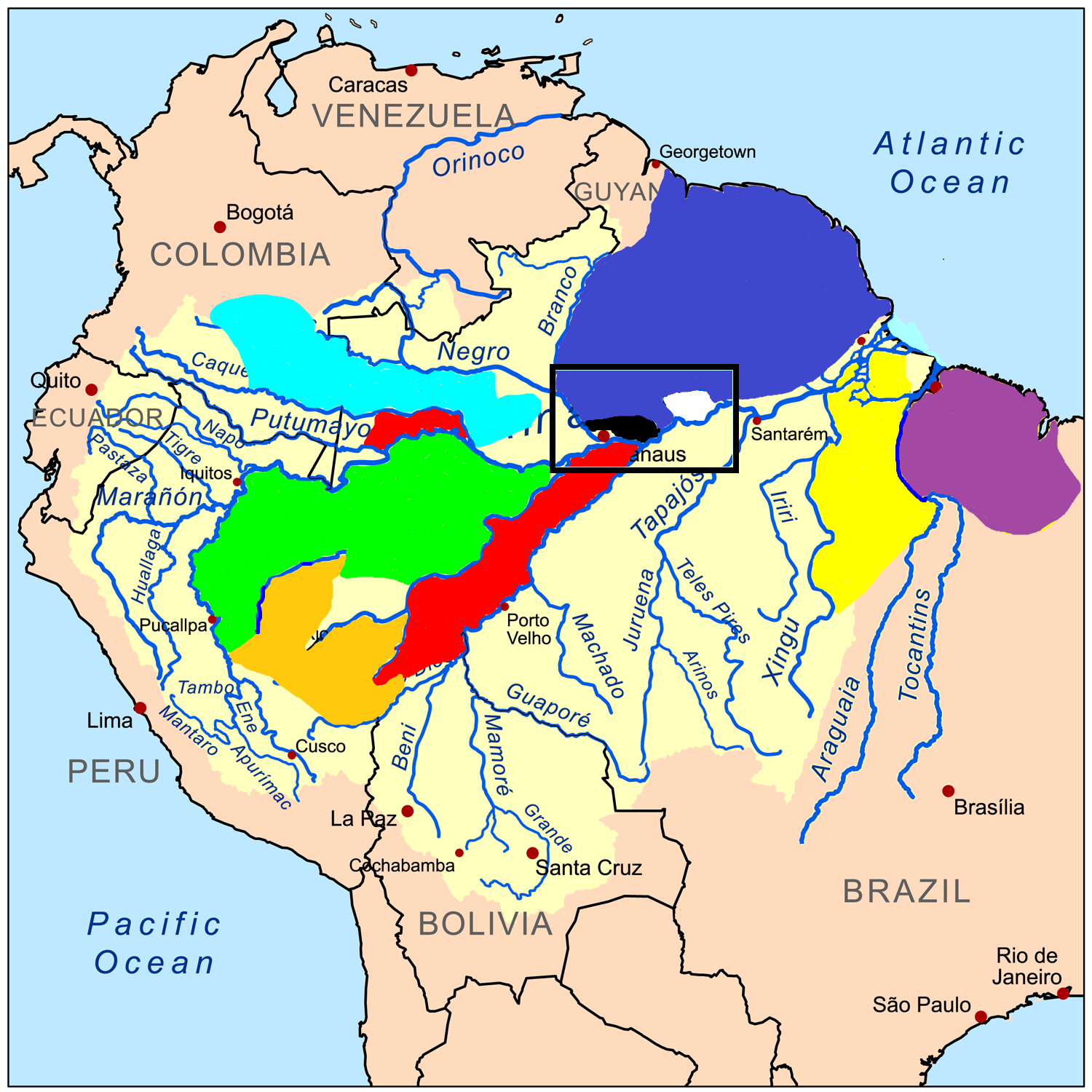
Verbreitungsgebiete von 11 amazonischen Saguinus-arten:
mystax-Gruppe:
Kaiserschnurrbarttamarin
Marmorgesichttamarin
Rotbauchtamarin
Schnurrbarttamarin,
Rotkappentamarin u. Saguinus kulina
midas-Gruppe:
Rothandtamarin
Schwarzhandtamarin
Schwarzer Tamarin
bicolor-Gruppe (im schwarzen Rechteck):
Zweifarbentamarin
Martin-Tamarin

- Untergattung Tamarinus[7](mystax-Gruppe), im westlichen Amazonasbecken zwischen Amazonas und Rio Madeira.[8]
  - Kaiserschnurrbarttamarin (Saguinus imperator)
  - Marmorgesichttamarin (Saguinus inustus)[9]
  - Rotbauchtamarin (Saguinus labiatus)
  - Saguinus kulina[10]
  - Schnurrbarttamarin (Saguinus mystax)
  - Rotkappentamarin (Saguinus pileatus)[10]

- Untergattung Saguinus[7]

- bicolor-Gruppe, in einem kleinen Gebiet an der Nordküste des Amazonas zwischen den Mündungen von Rio Negro und Rio Trombetas.
  - Zweifarbentamarin oder Manteläffchen (Saguinus bicolor)
  - Martin-Tamarin (Saguinus martinsi)

- midas-Gruppe, in Guayana, im nordöstlichen Amazonasbecken (nördlich des Amazonas) und im nordöstlichen Brasilien zwischen der Insel Marajó im Amazonasdelta und dem Rio Grajaú im Bundesstaat Maranhão.
  - Rothandtamarin (Saguinus midas)
  - Schwarzhandtamarin (Saguinus niger)
  - Schwarzer Tamarin (Saguinus ursula)

- oedipus-Gruppe, im östlichen Panama und im nordwestlichen Kolumbien vom nördlichen Pazifischen Küstentiefland (südlich etwa bis Buenaventura) bis zum Unterlauf des Río Magdalena.
  - Lisztaffe (Saguinus oedipus)
  - Geoffroy-Perückenaffe (Saguinus geoffroyi)
  - Weißfußtamarin oder Weißfußaffe (Saguinus leucopus)

August 2022 schlug ein Wissenschaftlerteam vor, die Gattung in drei Gattungen aufzuteilen: die Bezeichnung Saguinus würde dann nur noch für bicolor und midas-Gruppe gelten, die mystax-Gruppe käme in die Gattung Tamarinus und für die oedipus-Gruppe wird die Gattung Oedipomidas eingeführt.